# BBC Dutch Service
De BBC Dutch service was een Nederlandstalig radioprogramma van de Britse publieke omroep BBC dat werd uitgezonden van 1940 tot 1957.
Na andere Europese talen begon BBC World Service of 'Foreign Service' na aanvang van de Tweede Wereldoorlog programma's in het Nederlands uit te zenden op 11 april 1940 door presentator professor Webers. Op 15 mei werd tijdens de uitzending koningin Wilhelmina het woord gegeven. Later was zij regelmatig te horen op de eveneens vanuit de BBC-studio's opererende Radio Oranje (1940-1945). De BBC Dutch Service was in veel opzichten een voortzetting van Radio Oranje.
De programma's van de Dutch Service werden niet gefinancierd door de BBC, maar werden bekostigd door opbrengsten uit licenties. De Dutch Service was autonoom en werd aangestuurd door een stichting waarin de AVRO, VARA, KRO, NCRV en VPRO samenwerkten.
Programma-onderdelen waren in de loop der jaren onder meer 'London Rambles', de 'Flashbacks to the War' en de 'Londense brieven' door de Nederlandse journalist J.H. Huizinga. Medewerker Johan Fabricius deed onder meer verslag van de situatie in Nederlands-Indië. Een van de medewerkers was het latere Kamerlid Theo Joekes. In de jaren vijftig en zestig presenteerde de Nederlandse vertaalster Rosey E. Pool enkele programma's voor de BBC Dutch Service, onder andere over een poppentheater en theatervoorstellingen.
Harry Hagedorn werkte tijdens de jaren vijftig voor de BBC Dutch Service.
In de jaren vijftig luisterden er naar schatting twintig tot dertig duizend Nederlanders elke avond tussen kwart voor zes en kwart na zes naar "op 224 meter" dat traditioneel werd ingezet met "Let's all go down the Strand".
De Dutch Service werd door bezuinigingen stopgezet. Het laatste programma werd uitgezonden op 9 augustus 1957.